# John Myhre
John Myhre (ur. 1959) – amerykański scenograf filmowy. Dwukrotny laureat Oscara za najlepszą scenografię do filmów: Chicago (2002) i Wyznania gejszy (2005) Roba Marshalla. Był także nominowany do tej nagrody za scenografię do filmów Elizabeth (1998) Shekhara Kapura, Dreamgirls (2006) Billa Condona i Dziewięć (2009) Roba Marshalla.